# Herwig Seeböck
Herwig Seeböck (* 7. Dezember 1939 in Wien; † 28. Februar 2011 ebenda) war ein österreichischer Schauspieler, Regisseur und Kabarettist.

## Leben
Ursprünglich studierte Seeböck an der Akademie für angewandte Kunst Malerei. Zur Finanzierung seines Studiums übernahm er am Burgtheater Statistenrollen. Beeinflusst durch diese Tätigkeit wandte er sich bald der Schauspielerei zu und nahm privaten Unterricht bei Albin Skoda. Da ihm seine Schauspielausbildung am Burgtheater auch keine größeren Rollen einbrachte, gründete er Anfang der 1960er Jahre sein eigenes Theater: die Burgspiele am Leopoldsberg, die bis 1964 bestanden. Anschließend wurde er von Gerhard Bronner als Kabarettist ans Neue Theater am Kärntnertor geholt.
Im Alter von 25 Jahren wollte Seeböck nach einem Heurigenbesuch mit einem Freund bei zwei Küchenmädchen im oberen Stockwerk eines Wirtshauses in Grinzing fensterln. Die beiden wurden für Einbrecher gehalten und von der Polizei gestellt. In den Akten stand, Seeböck habe eine Boxerstellung eingenommen, „aus Notwehr“, wie er beteuerte. Die Polizei sah dies jedoch anders, und Seeböck wurde wegen Widerstands gegen die Staatsgewalt zu viereinhalb Monaten Gefängnis verurteilt. Aus dieser Erfahrung entstand die Große Häfenelegie (aus Häfen, umgangssprachlich für Gefängnis und Elegie für Klagegedicht) mit Charakterstudien, kriminellen Tipps und Alltagsphilosophien, sein bekanntestes Stück. Es wurde 1965 im Neuen Theater am Kärntnertor unter Kurt Sobotka uraufgeführt und zwei Jahre lang gespielt. Insgesamt spielte Seeböck das Stück etwa 3.000 Mal.

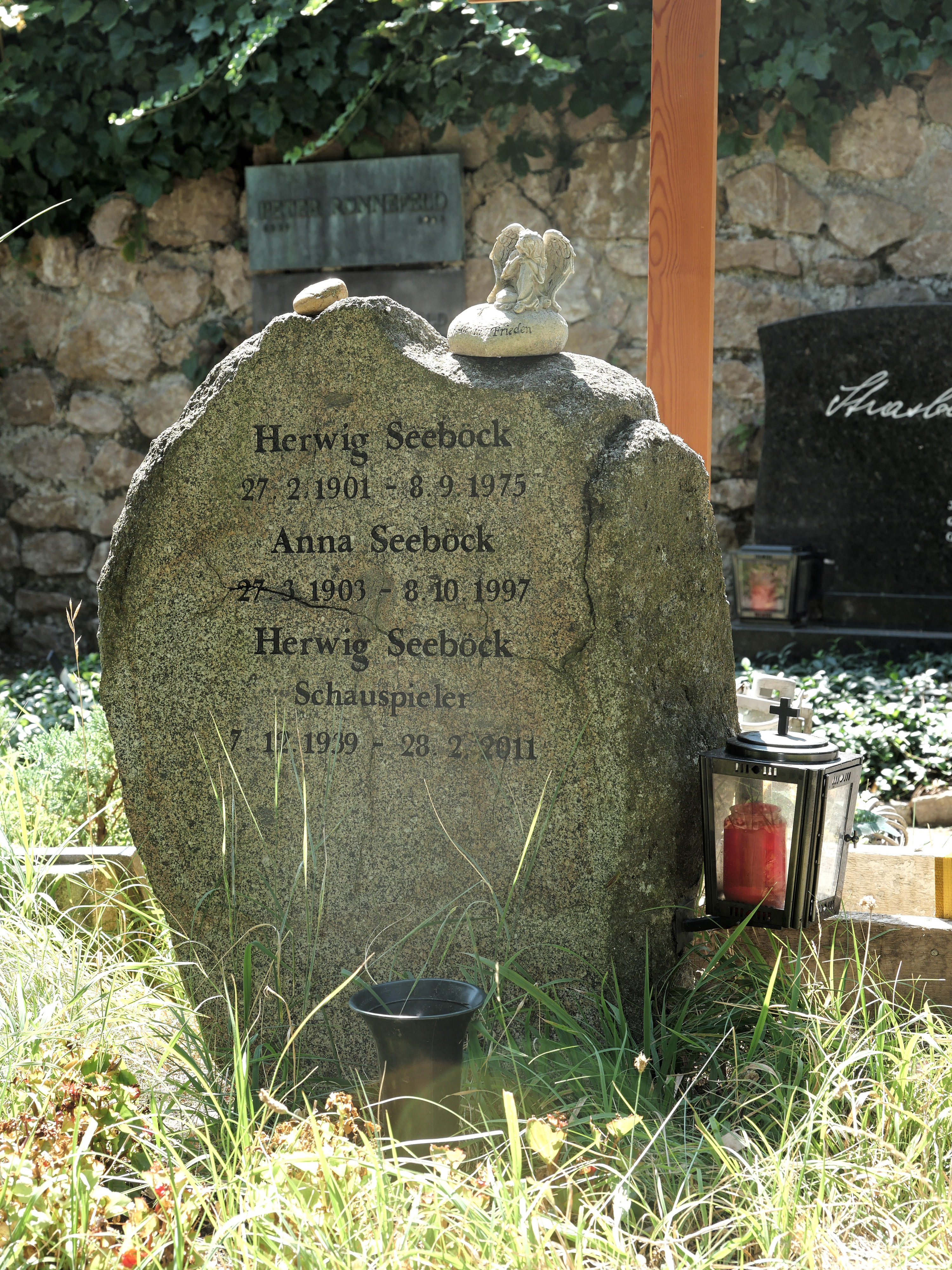
Grab der Familie Seeböck auf dem Grinzinger Friedhof

Es folgten Engagements in Basel, Freiburg im Breisgau, von 1967 bis 1969 in Graz, von 1970 bis 1973 sowie von 1977 bis 1979 am Wiener Volkstheater und zwischen 1973 und 1976 am Burgtheater. Ab 1981 arbeitete Seeböck als freier Schauspieler. Internationales Aufsehen erregt er durch seine Darstellung von Sigmund Freud im Film „Anastasia“. Daneben unterrichtete er unter anderem am Max Reinhardt-Seminar in Wien. Zu seinen Privatschülern zählten unter anderem Roland Düringer, Alfred Dorfer, Josef Hader, Werner Sobotka, Werner Brix, Florian Scheuba, Christoph Fälbl, Reinhard Nowak, Gery Seidl, Wolfgang Pissecker, Andrea Händler und Monica Weinzettl. Weiters führte er Regie, schrieb zahlreiche Stücke fürs Kabarett, spielte selbst Kabarett, malte und übersetzte.
Herwig Seeböck war mit der Schauspielerin Erika Mottl verheiratet, mit der er, neben zahlreichen anderen Eigenproduktionen (Karl-Valentin-Abende etc.) das „Seeböck-Ensemble“ gründete. Im Sieveringer Sommertheater, das Herwig Seeböck 1984 ins Leben rief, brachte er mit diesem Ensemble fünfzehn Jahre lang zahlreiche von ihm ins Wienerische übersetzte Shakespeare-Stücke zur Aufführung. Erika Mottls und Herwig Seeböcks gemeinsamer Sohn Jakob Seeböck wurde ebenfalls Schauspieler. Im März 2013 erschien das erste Buch seiner Tochter Ida Seeböck, eine Biografie ihres Vaters Herwig Seeböck mit dem Titel Es wird ihnen eine Lehre sein, im Wiener Czernin Verlag.
Vom Schauspieler-Dasein hatte Seeböck sich schon einige Jahre vor seinem Tod zurückgezogen.

„Ich war bis fünfzig so wild, dass mir das heute wehtut. Mein wildes Leben rächt sich jetzt.“

Am 28. Februar 2011 verstarb Herwig Seeböck im Alter von 71 Jahren. Er wurde unter großer Anteilnahme in der Feuerhalle Simmering verabschiedet. Die Urnenbeisetzung im Familiengrab auf dem Grinzinger Friedhof, das in der Folge  ehrenhalber gewidmet wurde (Gruppe 1B, Nummer 55),  fand im engsten Familienkreis statt.

## Werke
- Die große Häfenelegie, 1966 (Monolog)
- Haushalt oder Die Sandhasen, 1966
- Fahrdienstleiter Smafts, 1968 (Monolog)
- Der Selbstmord, 1970 (Einakter)
- Für mich sind sie Freie, 1970 (Theaterstück)
- Zenz, der „Tschusch“, 1971 (Tatort – Mordverdacht)
- Singles 1979 (Theaterstück für Karl Merkatz und Götz Kauffmann, Salzburg, Szene der Jugend)
- Kottan: Folge 16 Smokey und Baby und Bär, 1983
- Waldheimat (Fernsehserie) 1 Folge, 1983
- Liest Karl Valentin, 1984 (Lesung – mit Ehefrau Erika Mottl)
- Quer durch, 1985 (Kabarett)
- Summanochdsdraam in Sievering, 1985 (Sommertheater im Sieveringer Steinbruch)[3]
- Qualverwandtschaften, 1988 (Kabarettprogramm – Dialog mit Andrea Händler)
- Der Kronprinz, 1989 (Fernsehfilm)
- Ausflüge – Anfälle – Ausfälle, 1989 (Kabarettprogramm)
- Das Seeböckbuch, 1991
- Muttertag (Film, 1992)
- Der Salzbaron (TV-Serie,7 Folgen, 1993)
- Roll over Rilke, 1993 (Kabarettprogramm – Dialog mit Roland Düringer)
- Krank zu werden ist nicht schwer, 1994 (Kabarettprogramm)
- Zum Glück gibt’s meine Frau / Ein Mann in der Krise (Film von Xaver Schwarzenberger), 1995
- Hinterholz 8, 1998 (Film – mit Roland Düringer)

## Hörspiele
- 1988: Jürgen Hofmann: Das Panorama – Regie: Robert Matejka (Hörspiel – RIAS Berlin/ORF)